# 실비아 마일스
실비아 마일스(Sylvia Miles, 1924년 9월 9일 ~ 2019년 6월 12일)는 미국의 배우이다.